# Сауе
Сауе (ест. Saue) је град у округу Харју, у северозападној Естонији. Најближи центри су му Талин (18 km) и Кеила (7 km).
Године 1792, саграђен је дворац Сауе. Претеча данашњег града је основана 1920. године као вртни град. Године 1993, село Сауе постај градом, док се следеће 1994. године Сауе одваја од Талина.
Подручје Сауе има 3,50 km² и око 5.200 становника. 93% људи који живе у граду су етнички Естонци. Просечна старост људи је 35 година. Тоеком година, попис становништва показује да број становника полако расте. Године 1959. било је 1.088 људи који живе у Сауеу, 1989. је био 4.395 становника и на крају 2010, 5241.
У граду постоје спортски клубови за тенис, одбојку, кошарку, бокс и карате. Град такође има средњу школу, музичку школу, дечји вртић и Центар за младе.
Сауе има 21 km путева које заузимају 30 хектара градског подручја.